# Duda (Fußballspielerin, 1995)
Maria Eduarda Francelino da Silva, mit Spitznamen Duda genannt (* 18. Juli 1995 in Recife), ist eine brasilianische Fußballspielerin.

## Karriere

### Klub
Duda war bis Sommer 2016 bei Centro Olímpico aktiv und wechselte danach zu Corinthians São Paulo. Dort blieb sie ein halbes Jahr und schloss sich Anfang 2017 dem Sejong Sportstoto WFC in Südkorea an. Nach einem weiteren halben Jahr verließ sie diesen Klub wieder, um zurück in Brasilien für Esportiva 3B zu spielen. Dort beendete sie die laufende Saison 2017, nur um dann erneut den Verein zu wechseln. 
Diesmal ging es nach Norwegen zu Avaldsnes IL, wo sie zwei Jahre verbrachte. Anfang 2020 kehrte sie erneut in ihr Heimatland zurück, wo sie sich dem FC São Paulo anschloss. Seit Anfang 2022 steht sie bei CR Flamengo unter Vertrag.

### Nationalmannschaft
Mit der brasilianischen U20 nahm sie an der Weltmeisterschaft 2014 teil und bekam hier zwei Einsätze, schied mit ihrem Team aber nach der Vorrunde aus.
In der A-Nationalmannschaft hatte sie ihr Debüt im Jahr 2019. Hier erhielt sie einen Einsatz bei der Ausgabe 2020 des Tournoi de France. Nach einigen weiteren Freundschaftsspieleinsätzen kam sie auch beim Olympiaturnier der Spiele 2020 zum Zug und wurde für den Kader nominiert. Dort wurde sie in allen Partien eingesetzt und schied mit ihren Mitspielerinnen am Ende im Viertelfinale gegen Kanada aus.
Ein Jahr später erhielt sie einen Platz im Kader für die Copa América 2022. Hier kam sie in drei Gruppenspielen und im Finale zum Einsatz. Am Ende gewann sie mit ihrer Mannschaft das Turnier durch einen 1:0-Sieg über Kolumbien und wurde Südamerikameister. Dadurch qualifizierte sich ihre Mannschaft für die Weltmeisterschaft 2023. Auch im Finalissima 2023 erhielt sie einen Einsatz, verlor hier aber am Ende mit ihrer Mannschaft gegen England mit 3:5 im Elfmeterschießen.

## Erfolge
- Staatsmeisterin von Rio de Janeiro: 2023